# Tom Simpson (architecte de golf)
Pour les articles homonymes, voir Simpson.
Ne doit pas être confondu avec Tom Simpson.
Tom Simpson (1877 - 1964) est un architecte de golf britannique. Référence en France et à l’étranger, son comportement était parfois qualifié d'excentrique.

## Ses parcours[2](liste non exhaustive)

### Belgique
- Royal Golf Club de Belgique (Ravenstein) en 1906
- Royal Golf Club des Fagnes (Spa) en 1930
- Royal Antwerp Golf Club en 1930
- Royal Golf Club du Hainaut en 1933
- Royal Golf Club du Sart-Tilman en 1939

### Angleterre
- The Berkshire Golf Club en 1928
- Sunningdale Golf Club en 1934
- Ashridge Golf Club en 1936
- The Saunton Golf Club

### Écosse
- Muirfield Golf Club en 1933

### France
- Golf de Chantilly en 1909
- Golf de Fontainebleau en 1909
- Golf de Morfontaine en 1913
- Golf de Chiberta, Biarritz en 1925
- Golf de Reims en 1928 (9 trous à l'époque)
- Golf Club du Lys Chantilly en 1929
- New Golf Club de Deauville en 1929
- Golf d'Hardelot en 1931

### Irlande
- County Louth Golf Club en 1938

### Espagne
- Real Club de la Puerta de Hierro
- Parador de Málaga Golf Club

### Luxembourg
- Golf Club Grand Ducal de Luxembourg